# タイタンビカス

## 概要
タイタンビカス（学名 Hibiscus x Titanbicus）は、アオイ科フヨウ属の宿根草。アメリカフヨウ（H. moscheutos）とモミジアオイ（H. coccineus）の交配、選抜により誕生した、生育旺盛で強健な宿根草。赤塚植物園が開発した。草丈が約2m成長し開花時期は、6月中下旬ごろより9月末まで、一日花で毎日かわるがわる咲き続ける。一シーズンで1株あたり200輪以上。ブライトレッド、ピーチホワイト、ピンク、ローズの4色が発売されている。加えてプレミアムタイタンビカスとしてさらに別の4種が発売されている。
追記：2016.11
先に発売された品種の内、ピンクは増殖を終了しており、すでに絶版となった。2016年現在の時点で、初期の定番品種、ブライトレッド、ピーチホワイト、ローズに加え、ジャイアントローズ、アルテミス、アフロディーテ、バルカン、アドニスが加わり全８品種が流通している。また、2017年には、エルフとレイアという新しい品種が投入される予定。これらの新しい品種に関しては、2016年に開発元企業が行ったタイタンビカスモニター栽培によって紹介された。
追記2022.1.17
発売から10年以上が経過し、品種内容も大きく変わり、2mを超えるトールタイプ7品種（フレア、イリス、ウラノス、プレアデス、ネオン、エルフ、ピーチホウィト）、1m程度に収まり無支柱でも栽培可能なショートタイプ5品種（ヘルメス、シルフィード、アルテミス、カシオペア、イカロス）に加え、60cmほどで鉢植えでも楽しみやすいキッズシリーズ3品種（ピーターパン、ティンカーベル、ウェンディ）もリリースされ、より楽しみの幅が広がった。

生み出したきっかけ・育種の狙い
アメリカフヨウは巨大輪の花を咲かせる宿根草であるが、日本ではあまり人気の無い花であった。その原因は花の色彩が鮮明でないこと（特に赤色に輝きがない）と、葉の形があか抜けず、野暮ったさが感じられることであった。そこで光沢のある花弁と涼しげでスマートな葉を持つモミジアオイの血筋を導入し、日本人にも好まれる園芸植物の育成を試みた。狙いは的中し、輝くような鮮明な花色と涼しげなモミジ葉をもつ丈夫な宿根草が生まれた。耐暑性の強さと生長の早さは意図した以上で、その巨大な草姿はコンパクトな草花が主流であった園芸界にインパクトを持って迎え入れられた。
育種は継続して行っているが実際には種間交雑であるため、花色や葉型もかなり分離し、同じような花色でも輝きのあるものから濁った花色まで出現するし、葉の形もサラサラのモミジ葉から野暮ったいフヨウ葉まで様々なものが出る。その中で、鮮明な花色と整った葉姿を持つものを選抜し、数年間の試作を重ねて淘汰し選び抜かれたものがタイタンビカスの名を冠され新品種としてリリースされる。

面白い性質
朝開いて夕方には萎れる1日花であるが、意外なことに開花した花は摘み取ったあと水に差す必要は無く、そのまま卓上に置くだけで夕方まで萎れず美しさを保ってくれる。むしろ屋外でそのまま咲かせるよりも花もちが良いので、食卓のテーブルデコレーションとしても利用価値がある。

## 栽培法
栽培はいたって簡単である。ハイビスカスのような南国風の花であるが北海道等の寒冷地を含め、日本全土での地植えによる屋外栽培・屋外越冬が可能。
植え付け場所は日当たりがよくあまり乾燥しない土壌が適している。地面に直接植える場合は手間はほとんどかからないので推奨される。鉢での栽培も不可能ではないが、旺盛に水を吸い上げるため鉢での栽培は最低でも8号鉢（直径24cm）、できれば10号鉢以上（直径30cm）が求められる。夏場は水の消費が特に激しく栽培する人・株ともに大変な思いをするため、やはり地植えを推奨する。地植えの場合、水遣りの必要はほとんど無い。
地植えの場合は直径・深さともに30cm以上の穴を掘り、掘りあげた土の半分前後の完熟堆肥や腐葉土を混ぜて埋め戻し、植え付けの準備とする。肥料焼け防止のため、肥料は根に決して触れないようにする。植えつける土の酸度（pH）には配慮の必要はない。酸度にこだわる場合は植えつける2週間前には石灰や草木灰を堆肥や腐葉土とともに土とまぜておく。このとき窒素分の多い肥料と混ぜるとアンモニアガス化して肥料散布の効果がなくなる。それどころか化学反応熱により土にダメージを与えるおそれがある。
植え付けの際、ポットの地際から5cm上部まで地中に埋め込む。塊根の肥大化が促進されるとともに越冬もしやすくなる。植え付けの際にオルトラン等の根から吸収するタイプの薬剤を混ぜ込んでおくとハマキムシの防除に役立つ。越冬準備は関東以西では不要だが寒冷地の場合は腐葉土を厚めに盛ることを推奨。春の芽吹きは4月末（関東南部の場合）と遅いが芽吹いてから約40日で170cm以上に達し、蕾をつける頃には2m近くにまで到達する。必要に応じて摘心し、蕾や花の位置を鑑賞しやすい位置に修正することも可能。これは花芽が形成される前、梅雨前にすませておく必要がある。植え付けてから1年経過した春に多数芽が出る場合は3～5本だけを残し、あとは全て間引く。間引く際は根株を痛めないよう引き抜かずに生え際からハサミで切り取る。また葉を整理する場合は必ず切れ味の良いハサミで行うこと。枝を手折って引っ張ると、繊維が幹や根元まで引きちぎられて大きな傷跡となる。そのから雑菌が入り込み枯れこむこともあるので注意が必要である。
支柱は種類にあわせた長さのものを用意。このとき地中に突き刺す部分の長さにも留意する。最も流通しているブライトレッド・ピンク・ピーチホワイトでは購入した最初の年は1m80cmの支柱を、購入して1年経過した株は2m10cmの物を、購入して2年経過した株は2m40cmの物が適する。どれも40cmは地中に突き入れる。成長に合わせて株を支柱にゆわいていき、花を美しく見せるとともに台風への備えにもなる。アルテミスのように小型の品種もあり、これについて1m50cmほどで事足りる。
肥料は月に一度緩効性のもの（リン酸比率の高い発酵油かす等）を与えるか、週に一度水溶性のものを与える。肥料は根株に触れず、なおかつ雨に濡れる位置に施す。この時、地表に散布するのでなく棒等で5cm前後の穴を複数あけ、その中に適量施す。雨に流されて想定外の位置で肥料が効くのを防ぐためである。ハマキムシ等の害虫対策にも月に2回ほどこの方法によるオルトラン粒剤の散布が手軽であり有効である。鉢植えの場合は穴を設ける必要はない。

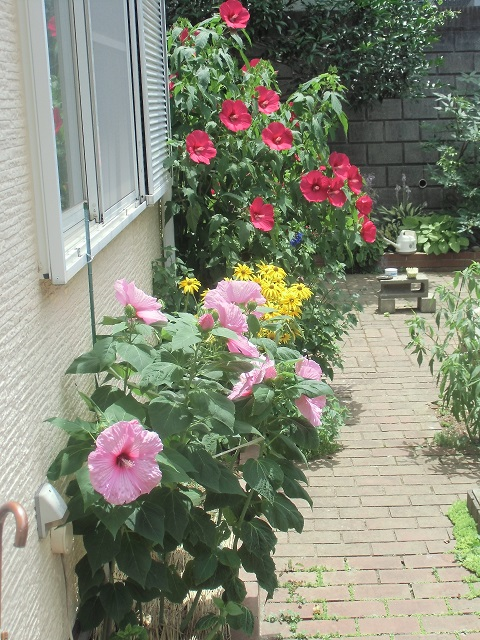
手前がアメリカフヨウ。奥がタイタンビカス・ブライトレッド

　花が終わる10月中旬にお礼肥を与え株を養生させ冬支度とする。12月頃に完全に落葉したらハサミやノコギリ等で地上部分を切断・処分する。このとき地際から20cmほどを残すと目印となり紛失や掘り返してしまう等の事故を防ぐことができる。冬の間は休眠状態となり肥料や水を与える必要はない。
翌年には前年に比べてより大きな株となり、より美しい花をより多くつける。おおむね3年目にして株分けをすることが可能。休眠期である晩秋～早春にかけて塊根を掘り出し3個前後に分けることができる。尚、結実し種をとることも不可能ではないが親と同じ性質に成長するとは限らない。別の場所に植え替える移植も容易であり、株分けと同様に休眠期に行う。